# Mouilleron
Mouilleron ist eine französische Gemeinde mit 30 Einwohnern (Stand: 1. Januar 2022) im Département Haute-Marne in der Region Grand Est. Sie gehört zum Kanton Villegusien-le-Lac und zum Arrondissement Langres.

## Lage
Die Gemeinde Mouilleron liegt 30 Kilometer südwestlich von Langres an der Grenze zum Département Côte-d’Or. Sie ist umgeben von folgenden Nachbargemeinden:
|                 |                                             | Vaillant  |
| Vals-des-Tilles | Kompassrose, die auf Nachbargemeinden zeigt |           |
|                 |                                             | Chalancey |

## Bevölkerungsentwicklung
| Jahr                       | 1962 | 1968 | 1975 | 1982 | 1990 | 1999 | 2008 | 2018 |
| -------------------------- | ---- | ---- | ---- | ---- | ---- | ---- | ---- | ---- |
| Einwohner                  | 30   | 36   | 37   | 30   | 23   | 25   | 34   | 33   |
| Quellen: Cassini und INSEE |      |      |      |      |      |      |      |      |

## Sehenswürdigkeiten
Als örtliche Sehenswürdigkeit gilt die kleine Pfarrkirche St. Gilbert (Église paroissiale Saint-Gilbert). Die Kirche wurde 1762 erbaut und 1773 geweiht. Zuvor hatte Mouilleron kein eigenes Gotteshaus und die Bevölkerung besuchte die Kirche im benachbarten Musseau.